# Баклофен
Баклофен — лікарський засіб, міорелаксант центральної дії, похідне гамма-аміномасляної кислоти (агоніст ГАМКb-рецепторів). За структурою баклофен подібний до похідних γ-аміномасляної кислоти: аміналону і фенібуту. Від останнього відрізняється наявністю атома хлору в пара-положенні фенільного ядра. Торгова назва — «Баклосан».

## Фармакологічна дія
Фармакодинаміка
Фармакологічні властивості баклофену інші, ніж у фенібуту та інших ноотропних препаратів. Він є агоністом ГАМК-Б-рецепторів, а основний прояв його фармакологічної активності — антиспастична дія. Він пригнічує спінальні і вісцеральні рефлекси, зменшує м'язову напругу (знижує тонус скелетних м'язів), клонус. Має також знеболювальну дію.
Передбачається, що пригнічення моно- і полісинаптичних рефлексів обумовлено зменшенням виділення збуджуючих амінокислот (глутамату і аспартату) з везикул, що відбувається внаслідок стимуляції пресинаптичних ГАМК-рецепторів. Гальмівна дія препарату настає через кілька годин після прийому, що може бути пояснено вивільненням акумульованого надмірного потенціалу гамкергетичних гальмівних систем.
Фармакокінетика
Абсорбція — висока. TCmax — 2–3 г. Зв'язок з білками плазми — 30 %. Проникає через плацентарний бар'єр, виділяється з грудним молоком. Метаболізується печінкою. Виводиться нирками (переважно в незміненому вигляді).

## Застосування
Показання
Спастичність при розсіяному склерозі, інсультах, черепно-мозкових травмах, менінгіті, спінальних захворюваннях (інфекційного, дегенеративного, пухлинного і травматичного генезу), при дитячому церебральному паралічі.
Алкоголізм
У Франції з березня 2014 року, медичні авторитетні органи (ANSM: Agence nationale de sécurité des médicaments et des produits de santé) дозволили виписувати баклофен для лікування наркотичних залежностей. Клінічні тести проведені на хворих алкоголізмом (з 2008 року по 2014) показали дуже хороші позитивні підсумки. Попри рівень споживання алкоголю і термін споживання (хронічні пацієнти або випадкові користувачі, які, втім, п'ють надмірні дози), результати лікування баклофеном були приголомшливі. Майже 80 % пацієнтів позбулися алкогольної залежності.
Цю властивість баклофена було помічено у Франції доктором медичних наук Олів'єром Амаісеном (Olivier Ameisen), кардіологом, який став алкоголіком і вилікувався цим препаратом. Громадська думка не була готова до такого надзвичайно легкого лікування алкоголізму, так як традиційні і далеко не дешеві способи лікування через терапію в центрах реабілітації не призводять до таких чудових результатів. Доктор Олів'єр Амаісен зіткнувся зі скептицизмом медиків до використання неврологічних ліків проти алкогольної залежності. Тому в 2008 році він видав книгу «Le Dernier Verre» («Останній келих»), в якій докладно розповів свій випадок і тим самим мобілізував публічну думку. Після цієї книги у Франції було організовано кілька клінічних тестів, проведених під наглядом державних органів. Вищевказані підсумки цих тестів змусили медичні органи Франції дозволити застосування баклофену в рамках лікування алкогольної залежності.
На сьогодні залишаються не зовсім зрозумілі параметри, що стосуються дозування і побічних ефектів. Дозування залежить від ступеня залежності і від фізіології кожного пацієнта.
Протипоказання
Гіперчутливість, епілепсія, судоми (в анамнезі), психози, хвороба Паркінсона, хронічна ниркова недостатність.
З обережністю
Цереброваскулярна недостатність, атеросклероз судин головного мозку, виразкова хвороба шлунка і 12-палої кишки, вагітність, проміжок лактації, похилий вік, дитячий вік (до 12 років).

## Режим дозування
Всередину, під час їжі: початкова доза — 5 мг 3 рази на добу з подальшим збільшенням дози кожні 3 дні на 5 мг до досягнення ефекту, зазвичай не більше 20–25 мг 3 рази на добу; максимальна доза — 100 мг/добу (на короткий час в умовах стаціонару). Остаточна доза встановлюється таким чином, щоб зниження м'язового тонусу не приводило до надмірної міастенії і не погіршувало рухові функції. При підвищеній чутливості початкова добова доза — 5–10 мг з подальшим повільнішим збільшенням. При хронічній нирковій недостатності і при проведенні гемодіалізу — добова доза 5 мг. У дітей до 10 років добова доза — 0,75–2 мг/кг, старше 10 років — 2,5 мг/кг; початкова доза — 1,5–2 мг/кг 4 рази на добу, підтримуюча доза для дітей 1-2 років — 10–20 мг/добу, 2–10 років — 30–60 мг/добу. Відміну препарату проводять поступово (протягом 1–2 тижнів).
При недотриманні початкових доз, а також самостійному збільшенні дозування препарат може стати причиною виникнення лікарської залежності.
Побічні ефекти
Нудота, блювота, сонливість, запаморочення, астенія, сухість у роті, сплутаність свідомості, порушення ходи, затримка сечі, запори або діарея, зниження артеріального тиску, апатія; ейфорія, депресія, парестезії, біль у м'язах, міастенія, атаксія, тремор, ністагм, парез акомодації, галюцинації, дизурія, енурез, судоми, зниження судомного порога, мідріаз, збільшення маси тіла. При тривалому застосуванні — порушення функції печінки.
Передозування
Прояви. М'язова гіпотонія, довільне сечовипускання і дефекація, судоми, пригнічення дихального центру, сплутаність свідомості, кома, аж до летального наслідку; після повернення свідомості м'язова гіпотонія може зберігатися протягом 72 год.
Лікування. Рясне пиття, діуретики; при пригніченні дихання — штучна вентиляція легенів. Як антидот можна використовувати аналептики — бемегрід, нікетамід флумазеніл. При виникненні галюцинаторних станів показані нейролептики і транквілізатори для полегшення засипання.

## Синдром скасування
Абстиненція може розвинутися в результаті різкої відміни препарату після систематичного вживання невеликими дозами протягом тижня-місяця. Синдром відміни включає в себе втрату апетиту, безсоння , депресію, головний біль, спазми, рідше галюцинації. З метою пом'якшення абстинентного синдрому рекомендується поступова відміна препарату зі зменшенням кожної наступної дози.

## Особливі вказівки
Побічні дії часто мають транзиторний характер, їх слід відрізняти від проявів захворювання, з приводу якого проводиться лікування: при супутній епілепсії лікування проводять без скасування протиепілептичних лікарських засобів. У пацієнтів із захворюваннями печінки і цукровим діабетом необхідно періодично контролювати активність «печінкових» трансаміназ, лужної фосфатази, глюкози крові. Під час лікування слід утримуватися від потенційно небезпечних видів діяльності, пов'язаних з необхідністю підвищеної уваги і швидких психічних і рухових реакцій. Препарат слід застосовувати з дотриманням початкових доз, щоб уникнути лікарської залежності і синдрому відміни.